# 36 Dywizja Okrętów Nawodnych
36 Dywizja Okrętów Nawodnych (36 DON) – związek taktyczny Sił Zbrojnych Federacji Rosyjskiej w strukturach Floty Oceanu Spokojnego.

## Okręty
| Okręty dywizji w linii w 2008 |                        |                 |
| Nazwa                         | Typ                    | Uwagi           |
| Admirał Łazariew              | projekt 1144.2; nr 015 | w linii od 1984 |
| Wariag                        | projekt 1164, nr 011   | w linii od 1989 |
| Burnyj                        | projekt 956, nr 778    | w linii od 1988 |
| Bajewoj                       | projekt 956, nr 720    | w linii od 1986 |
| Bystryj                       | projekt 956, nr 715    | w linii od 1989 |
| Bezbajazniennyj               | projekt 956, nr 754    | w linii od 1990 |